# Fronteira Croácia–Montenegro
A fronteira entre Croácia e Montenegro, com extensão de apenas 25 km, separa a Croácia de Montenegro. Tem seu extremo norte na fronteira tríplice dos dois países com a Bósnia e Herzegovina e vai até ao Mar Adriático. Passa pelas Bocas de Cattaro (Kotor), se eleva até 1809 m e atravessa o vale do Rio Sutorina.

## Passagens
A principal rota para passar de um país a outro segue pelo vale do rio Sutorina, unindo as cidades turísticas Cavtat (Croácia) e Herceg Novi (Montenegro), sendo o eixo do turismo dos dois países. Essa estrada passa por Kotor e por Dubrovnik (Croácia). O único outro caminho de passagem entre as nações é uma estrada litorânea que fica no extremo das Bocas de Cattaro.

## Conflito
O território fronteiriço na península de Prevlaka que controla o acesso às Bocas de Cattaro foi ocupado pela Iugoslávia desde o início da guerra da Croácia (1991-1995), pois os iugoslavos se opunham à independência croata de 1991. Os presidentes da Croácia (Franjo Tudjman) e da Iugoslávia (Dobrica Ćosić) entraram em acordo para desmilitarizar a área em 30 de setembro de 1992, numa reunião em Genebra. 
Daí se originou a resolução 779 do Conselho de Segurança das Nações Unidas, que confiou essa missão à FORPRONU (Força de Proteção das Nações Unidas), mais tarde substituída pela Missão de Observadores das Nações Unidas em Prevlaka (UNMOP). Em 2002, chegou-se a um acordo e a presença da ONU terminou em 15 de dezembro desse ano, passando a península de Prevlaka ao controlo definitivo da Croácia. Entretanto, com a independência de Montenegro em 2006, a disputa sobre Prevlaka ficaria pendente entre a Croácia e Montenegro.